# Wybory prezydenckie w Stanach Zjednoczonych w 1976 roku

Mapa wyborcza Stanów Zjednoczonych w 1976 roku. Liczba na mapie określa liczbę przedstawicieli stanu w Kolegium Elektorów

Wybory prezydenckie w Stanach Zjednoczonych w 1976 roku – czterdzieste ósme wybory prezydenckie w historii Stanów Zjednoczonych. Na urząd prezydenta wybrano Jimmy’ego Cartera, a wiceprezydentem został Walter Mondale.

## Kampania wyborcza
W wyniku afery Watergate, która doprowadziła do rezygnacji Nixona, republikanie mocno stracili na wizerunku. Z tego powodu nominacja urzędującego prezydenta Geralda Forda nie była sprawą oczywistą. Bossowie Partii Republikańskiej zarzucali mu nadmierny liberalizm i mianowanie Nelsona Rockefellera wiceprezydentem. Jego głównym kontrkandydatem został gubernator Kalifornii Ronald Reagan. W prawyborach żaden z kandydatów nie zdobył wymaganego poparcia, dlatego o nominacji mieli zdecydować delegaci na sierpniowej konwencji w Kansas City. Reagan uzyskał poparcie w stanach południowych i rodzinnej Kalifornii, natomiast Ford zwyciężył na Północy i pograniczu. Chcąc pozyskać trochę elektoratu liberalnego Reagan zadeklarował, że jego kandydatem na wiceprezydenta zostanie Richard S. Schweiker. Spowodowało to odwrócenie się od niego konserwatystów, co z kolei wpłynęło na fakt, że ostatecznie nominację prezydencką uzyskał Ford. Jego kandydatem na wiceprezydenta został Bob Dole. W Partii Demokratycznej już na początku 1975 kampanię rozpoczął Jimmy Carter. Zwyciężył w prawyborach m.in. w Ohio, co spowodowało otrzymanie nominacji prezydenckiej w pierwszym głosowaniu, na lipcowej konwencji w Nowym Jorku. Zdobył ponad sześciokrotnie większe poparcie niż Morris Udall i Pat Brown. Dopiero po uzyskaniu nominacji Carter ogłosił, że jego kandydatem na wiceprezydenta będzie Walter Mondale. Kandydatem niezależnym został Eugene McCarthy. Carter deklarował reformę podatkową i zdrowotną, zmniejszenie bezrobocia i zwiększenie świadczeń socjalnych. Chciał ocieplenia kontaktów z ZSRR, przy jednoczesnej, ścisłej współpracy z sojusznikami USA – krajami Europy Zachodniej i Japonią. Ford, na którego kandydaturze cieniem rzucały się afera Watergate, a także ułaskawienie Nixona, był skazywany na porażkę przez ośrodki sondażowe. Kandydat demokratów jednak prowadził swoją kampanię bezbarwnie, a w programie wyborczym zawarł jedynie ogólnikowe stwierdzenia. Spowodowało to, że wybory okazały się bardzo wyrównane. Na kandydata republikanów głosowali wyborcy wykształceni i zamożni, natomiast klasy średnia i robotnicza zagłosowały na demokratę. Szalę zwycięstwa na rzecz Cartera przesunęły także głosy Afroamerykanów.

## Kandydaci

### Bezpartyjny

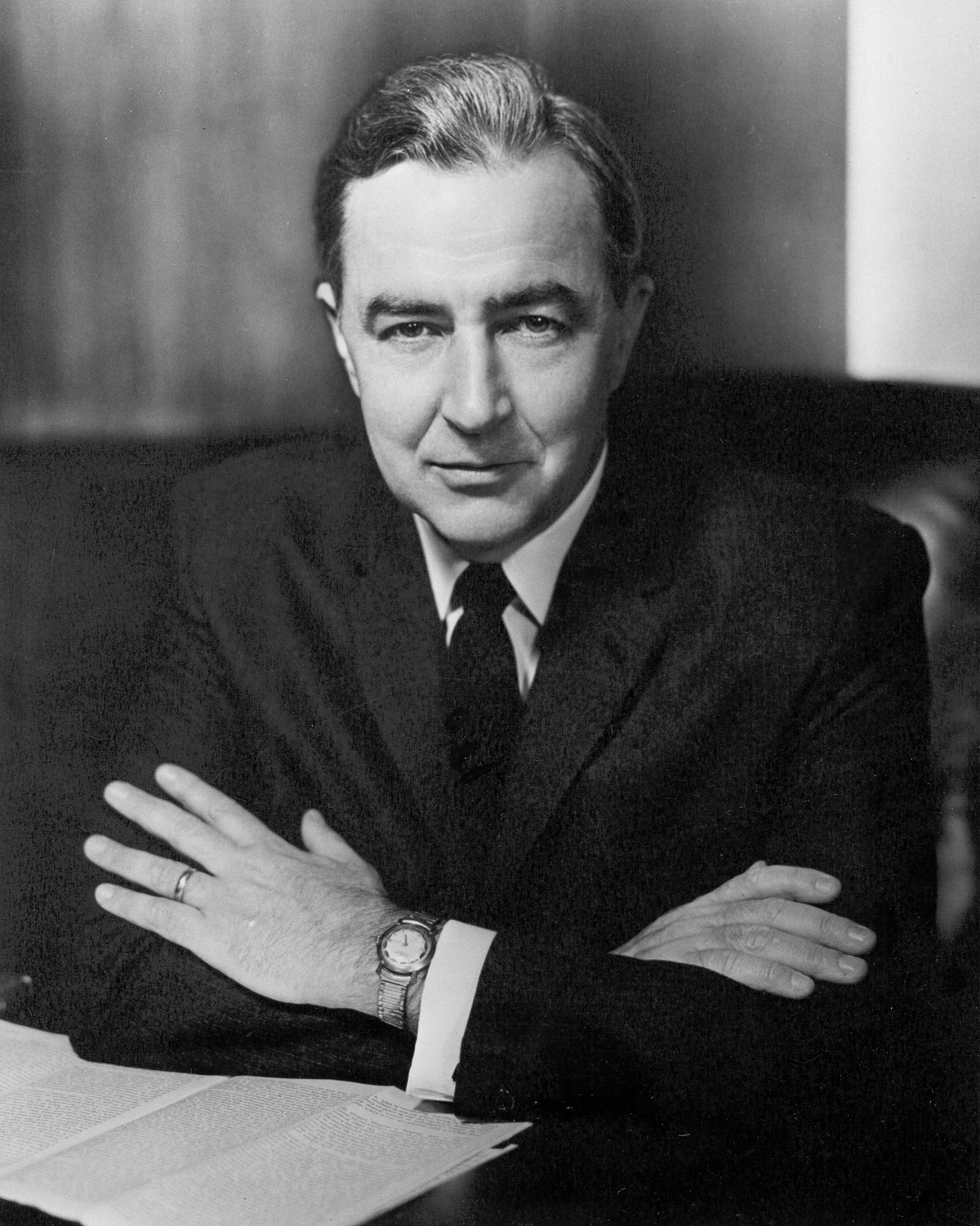
Eugene McCarthy

### Partia Demokratyczna

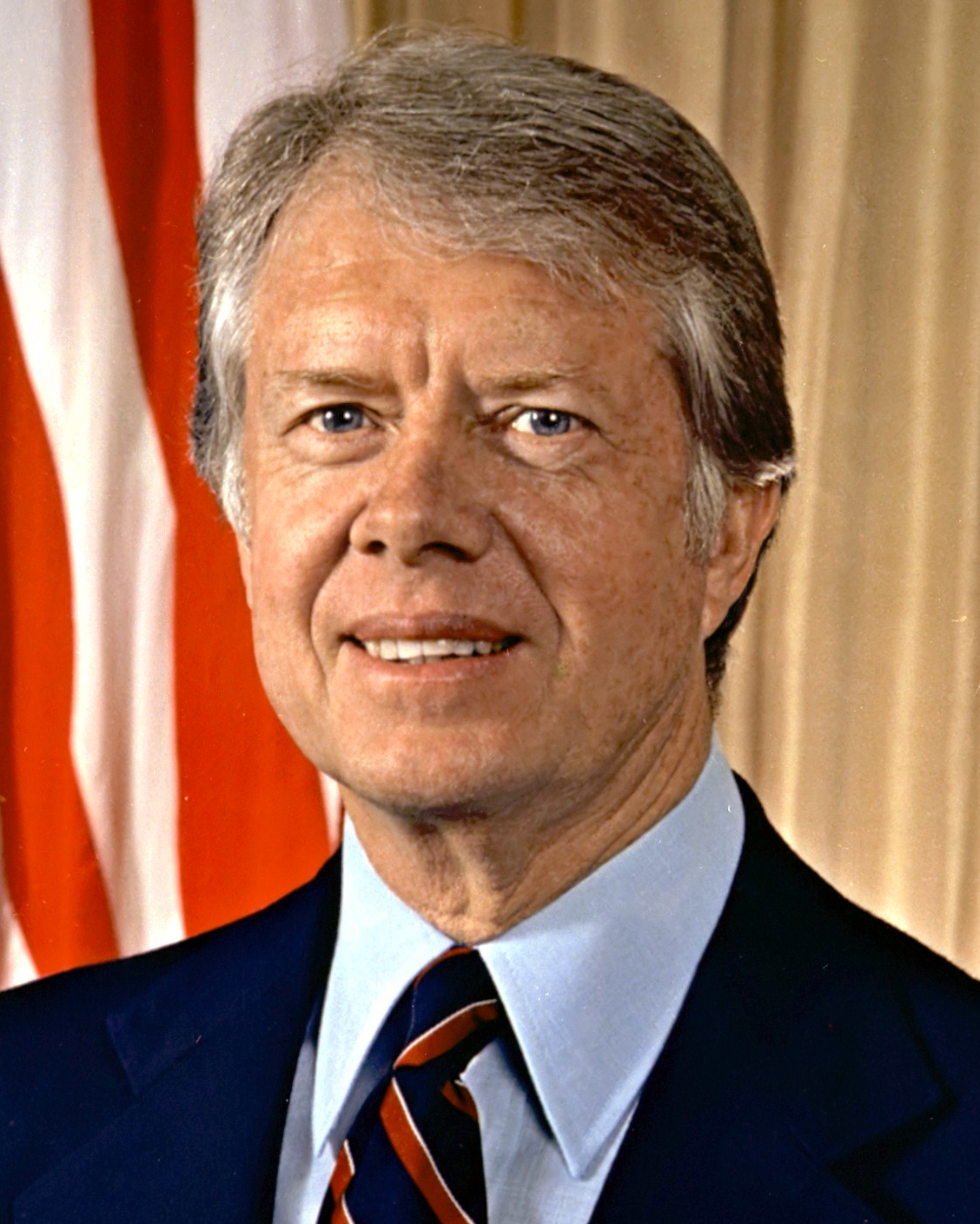
Jimmy Carter
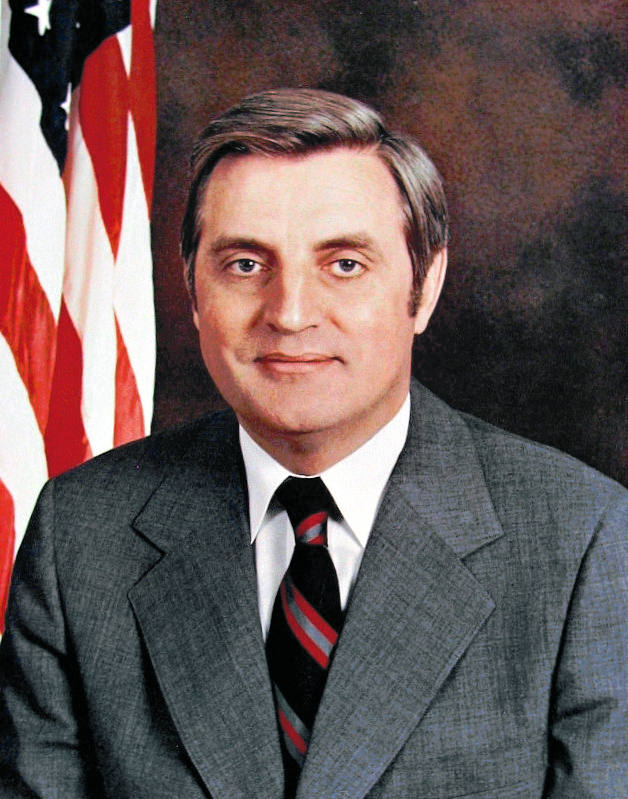
Walter Mondale

### Partia Republikańska

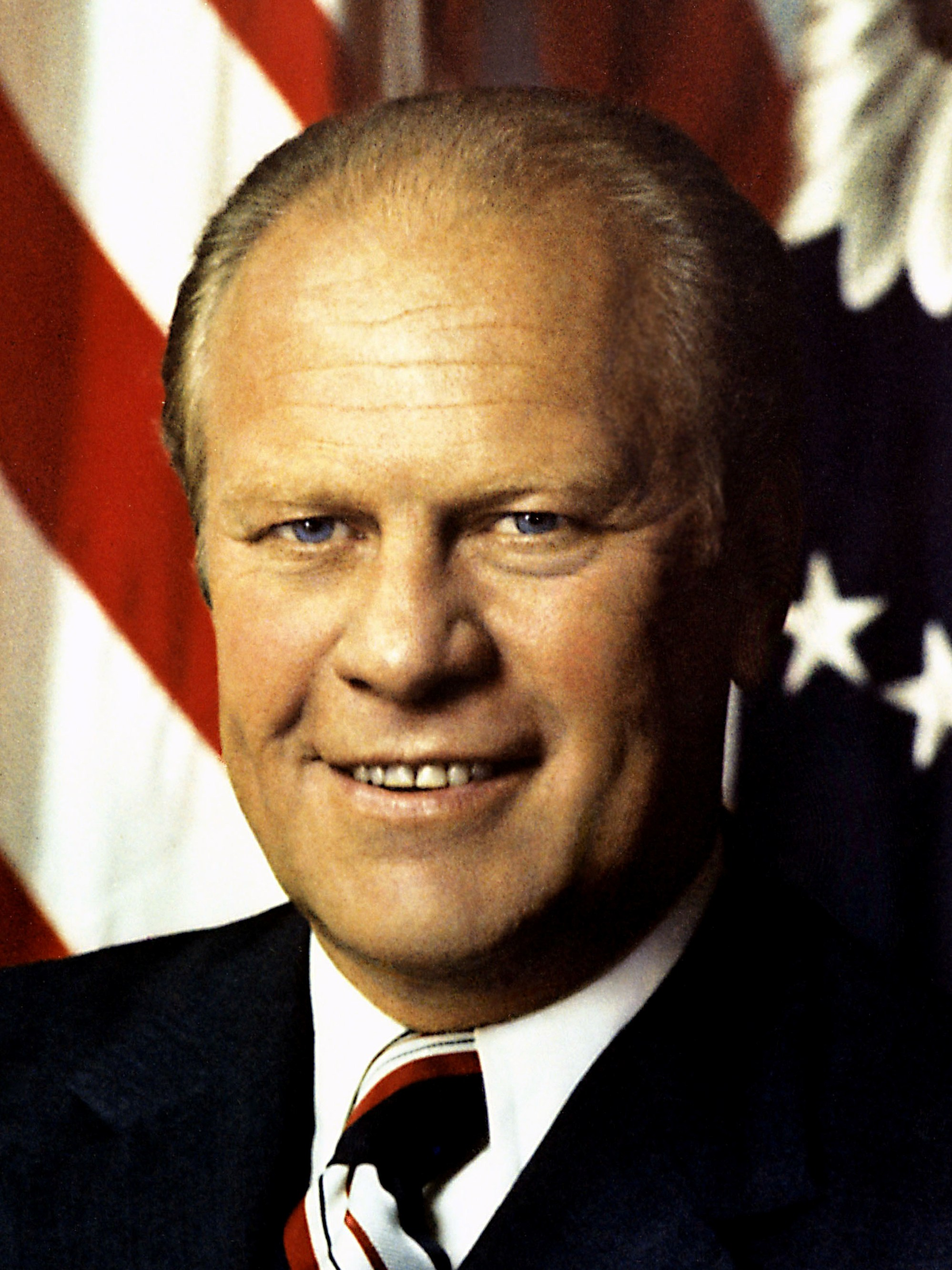
Gerald Ford
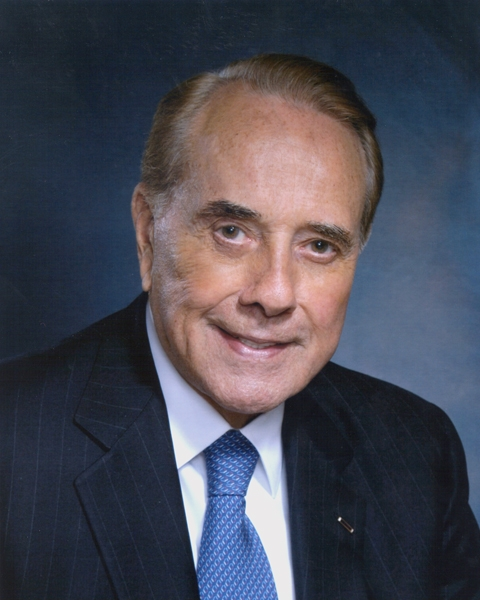
Robert Dole

## Wyniki głosowania
Głosowanie powszechne odbyło się 2 listopada 1976. Carter uzyskał 50,1% poparcia, wobec 48% dla Forda i 0,9% dla McCarthy’ego. Ponadto, niecałe 820 000 głosów oddano na niezależnych elektorów, głosujących na innych kandydatów. Frekwencja wyniosła 53,6%. W głosowaniu Kolegium Elektorów Carter uzyskał 297 głosów, przy wymaganej większości 270 głosów. Na Forda zagłosowało 240 elektorów. Wiarołomny elektor ze stanu Waszyngton zagłosował na Ronalda Reagana. W głosowaniu wiceprezydenckim zwyciężył Mondale, uzyskując 297 głosów, wobec 240 dla Dole’a.
Jimmy Carter został zaprzysiężony 20 stycznia 1977 roku.
| Kandydat na prezydenta | Partia               | Głosowanie powszechne | Głosowanie powszechne | Kolegium Elektorów |
| Kandydat na prezydenta | Partia               | Głosy                 | Procent               | Kolegium Elektorów |
| ---------------------- | -------------------- | --------------------- | --------------------- | ------------------ |
| Jimmy Carter           | Partia Demokratyczna | 40 830 763            | 50,1%                 | 297                |
| Gerald Ford            | Partia Republikańska | 39 147 793            | 48%                   | 240                |
| Eugene McCarthy        | bezpartyjny          | 756 691               | 0,9%                  | 0                  |
| Ronald Reagan          | Partia Republikańska | 0                     | 0                     | 1                  |
| Łącznie                | Łącznie              | Łącznie               | Łącznie               | 538                |

| Kandydat na wiceprezydenta | Partia               | Kolegium Elektorów |
| -------------------------- | -------------------- | ------------------ |
| Walter Mondale             | Partia Demokratyczna | 297                |
| Bob Dole                   | Partia Republikańska | 240                |
| Łącznie                    | Łącznie              | 538                |